# اوکراین ایر انترپرایز
اوکراین ایر انترپرایز (به انگلیسی: Ukraine Air Enterprise) یک شرکت هواپیمایی است که در تاریخ ۱۹۹۶ میلادی تأسیس شده است. دفتر مرکزی اوکراین ایر انترپرایز در بوریسپیل، اوکراین واقع شده‌است و قطب این شرکت هواپیمایی در فرودگاه بین‌المللی بوریسپیل قرار دارد.